# Linia kolejowa Roma – Albano
Linia kolejowa Rzym-Albano – włoska linia kolejowa w regionie Lacjum. Łączy Rzym z Albano Laziale, położonym w Castelli Romani. Linia została otwarta w 1889.
Ma długość 28 km i jest zekeltryfikowana. Oprócz Albano Laziale, obsługuje również Marino i Castel Gandolfo.
| Odcinek                 | Inauguracja          |
| ----------------------- | -------------------- |
| Rzym–Ciampino           | 12 października 1857 |
| Ciampino–Albano Laziale | 3 października 1889  |